# En los tacones de Eva
En los tacones de Eva é uma telenovela colombiana, a qual foi produzida e transmitida pela RCN Televisión de 14 de novembro de 2006 a 22 de maio de 2008, totalizando 158 episódios.
Protagonizada por Jorge Enrique Abello e Mónica Lopera e antagonizada por Patrick Delmas e Alejandra Azcárate.

## Sinopse
Juan Camilo Caballero (Jorge Enrique Abello), mais conhecido como “Juan Sin Miedo” , um macho consumado, conquistador renomado e empresário inescrupuloso, descobre que Isabella Nieto (Mónica Lopera) é um obstáculo para chegar a um cargo no Conselho de Administração da "Imperial Carribean Travels", uma das empresas de turismo mais importantes do país, já que ela, com sua pequena agência de viagens de bairro, é seu concorrente direto em uma licitação para a adjudicação de um hotel no Caribe colombiano.
Ele decide tirar sarro de Isabella, se aproximar dela, ser seu amigo, seduzi-la e fazê-la se apaixonar até que ela se torne sua amante, para roubar as informações de negócios que lhe permitem realizar seus sonhos de poder. Mas quando ele conhece Isabella e a torna vítima de um grande engano, ele descobre que todos os seus preconceitos sobre as mulheres não são tão verdadeiros. Descubra nela uma mulher excepcional, uma pessoa valiosa, carinhosa e inteligente.
Para Cristóbal Santamaría (Patrick Delmas), um dos executivos da empresa, a informação que Juan Camilo roubou de Isabella é a chave que lhe abre o caminho para abandonar a esposa, se tornar o acionista majoritário da "Imperial" e ser feliz com sua amante sedutora Laura (Alejandra Azcárate). Ele se apropria da ideia, faz Juan Camilo aparecer como o ladrão, não só da estratégia comercial, mas de uma soma milionária, e como se isso não bastasse, movido por um ciúme obsessivo, pretende eliminá-lo, já que Juan Camilo tinha relações com Laura, a mulher que ele realmente ama.
Juan Camilo, decide ser honesto com Isabella, contar-lhe suas verdadeiras intenções e das quais desistiu por amor, mas Cristóbal vai em frente e consegue que ela conheça sua versão, então Isabella, profundamente decepcionada e magoada, despreza o homem de quem Ele tinha se apaixonado, ele não apenas a traiu, mas também a seu filho, ele não pode suportar que seus sonhos tenham sido frustrados por causa dele. Seu grande amor se transforma em ódio profundo.
Juan Camilo, percebendo que acabou com a vida profissional e familiar de Isabella, decide reparar o dano causado e busca, no entanto, resgatar seu amor e jura descobrir quem armou a armadilha para ele.
Enquanto isso, Cristóbal decide que não há melhor pessoa para lidar com o projeto que roubou e adaptou do que sua criadora: Isabella. Ele a contrata e ela, que aceita o cargo por necessidade, pede um ajudante. Na hora de contratá-la, ela é clara com os chefes: é fundamental que ela seja mulher, porque ela não quer trabalhar ao lado de um homem, é muita dor que eles lhe causaram.
Juan Camilo, ao saber desse pedido, entende que só assim é possível ingressar na Companhia, esclarecer sua situação, proteger Isabella e, se possível, reconquistar o coração dela. O famoso conquistador, o grande HOMEM dos negócios, aquele que sempre desprezou e rejeitou as mulheres, não tem outra maneira senão fingir ser uma dama para cumprir seu juramento.
"Juan Sin Fiedo", especialista em tirar com destreza blusas, saias e meias com véu, agora tem que aprender a calçá-las. Cheio de coragem, colocará o medo de lado e contraditoriamente fará um ato heróico digno de um homem, Juan Camilo transgredirá o gênero por amor.
Assim, ele decide dar vida a "Eva María León Jaramillo Viúva de Zuluaga", uma solteirona de 55 anos com formas indecifráveis, uma mulher sem nada chamativo, um ser anônimo de aparência comum. Juan Camilo entra no universo feminino acreditando que o domina, sem imaginar o que acontece em terras desconhecidas como um banheiro feminino, uma sauna ou um armário de rede.

## Elenco
- Jorge Enrique Abello como Juan Camilo Caballero / Eva María León Jaramillo viúva de Zuloaga.
- Mónica Lopera como Isabella Nieto
- Patrick Delmas como Cristóbal Santamaría
- Alejandra Azcárate como Laura
- Frank Ramírez como Jesús Mejía
- Jorge Herrera como Domingo
- Manuela González como Lucía
- Adriana Ricardo como Marcela
- Julio Echeverry como Fernando
- Sofía Jaramillo como Sofia
- Jacques Toukmanian como Alexis
- Antonio Sanint como Santiago
- Vicky Hernández como Lucrecia de Nieto
- Jairo Camargo como Ricardo Nieto
- Ana María Kamper como Maruja de Caballero
- Marcela Posada como Kitty
- Estefanía Godoy como Shirley
- Giovanny Álvarez como Oliver
- Sara Corrales como Angélica
- Gustavo Angarita como Modesto Caballero
- Claudia de Hoyos como tia de Shirley
- María Fernanda Haskpiel como Antonia Mejía
- Noelle Schonwald como Patricia "Woopie".
- Carlos Barbosa como Olimpo.
- Julio César Herrera como Betancourt.
- María Fernanda Yepes como Valentina.
- Andrea Gómez como Ana.
- Mike Moreno como Ricardito Nieto
- Nataly Umaña como Cinthia.
- Belky Arizala como Jackie.
- Erika Glasser como Libia.
- Alpha Acosta como Saira.
- Isabella Santodomingo como Victoria Morales.
- Fernanda Ruizos como Eva María León Jaramillo viúva de Zuloaga / María Felipa Crespo.
- Fernanda Calderón como Oliva.
- Liz Bazurto como Paola.

## Prêmios e indicações
| Ano  | Premiação      | Categoria                   | Indicado             | Resultado |
| ---- | -------------- | --------------------------- | -------------------- | --------- |
| 2008 | TVyNovelas     | Melhor telenovela           | Yuldor Gutiérrez     | Indicado  |
| 2008 | TVyNovelas     | Atriz protagonista favorita | Mónica Lopera        | Indicado  |
| 2008 | TVyNovelas     | Ator protagonista favorito  | Jorge Enrique Abello | Indicado  |
| 2008 | TVyNovelas     | Atriz antagonista favorita  | Alejandra Azcárate   | Indicado  |
| 2008 | TVyNovelas     | Ator antagonista favorito   | Patrick Delmas       | Indicado  |
| 2008 | TVyNovelas     | Melhor personagem feminino  | Estefanía Godoy      | Indicado  |
| 2007 | India Catalina | Melhor ator protagonista    | Jorge Enrique Abello | Venceu    |

## Adaptações
- Por ella soy Eva (2012)
- Yo Ella y Elsa (2012)
- Думай как женщина (2013)